# 1940 في البرتغال
فيما يلي قوائم الأحداث التي وقعت خلال عام 1940 في البرتغال.

## رياضة
- 7 يوليو – نهائي كأس البرتغال 1940 الفائز نادي بنفيكا.

## مواليد

### يناير
- 1 يناير – آنا فييرا فنانة برتغالية.
- 25 يناير – ريكاردو كوستا مخرج أفلام برتغالي.

### أبريل
- 6 أبريل – إيزابيل روث

### مايو
- 17 مايو – راؤول سيركويرا سبّاح برتغالي.
- 31 مايو – ماريو لينو سياسي برتغالي.

### يونيو
- 14 يونيو – هومبيرتو فيرنانديز لاعب كرة قدم برتغالي.

### يوليو
- 30 يوليو – نيكولاو برينر

### أغسطس
- 6 أغسطس – لوتشيانو فيرنانديز لاعب كرة قدم برتغالي.

### سبتمبر
- 8 سبتمبر – أنجيلو دوس سانتوس موسيقي برتغالي.

### أكتوبر
- 12 أكتوبر – فيرناندو كروز لاعب كرة قدم برتغالي.

## وفيات

### مارس
- 30 مارس – هوغو خوسيه خورخي أونيل (مواليد 1874)